# Sistem termodinamic
În cadrul termodinamicii se studiază sistemele termodinamice, reprezentate prin corpuri care pot interacționa atât între ele, cât și cu mediul înconjurător în mai multe moduri, interacțiunea prin schimb caloric fiind obligatorie. Restul interacțiunilor pot fi mecanică, electrică, magnetică, chimică și de schimb de substanțe.

## Descriere

Exemplu de sistem termodinamic: o cantitate de gaz închis într-un cilindru cu piston mobil

Prin sistem termodinamic se înțelege un corp, o parte a unui corp sau un grup de corpuri, delimitat de restul corpurilor care îl înconjoară printr-o suprafață de control prin care sistemul poate să efectueze un schimb de energie (sub formă de căldura Q sau de lucru mecanic L) și de substanță. Celelalte corpuri, ce sunt în afara suprafeței de control, se consideră a fi mediul exterior sau mediul ambiant.
Sistemele termodinamice sunt sisteme macroscopice, compuse dintr-un număr foarte mare de particule (intuitiv, molecule) în continuă mișcare, care interacționează permanent între ele. Dimensiunile unui sistem sunt mult mai mari decât ale componentelor sale, astfel că în cadrul lor sunt valabile legile statistice, în special media. Pentru definirea unui sistem trebuie precizate limitele sale, care pot fi reale, de exemplu pereții unui vas în care se găsește un gaz, sau imaginare, de exemplu secțiuni printr-o conductă. Tot ce se află în afara acestor limite este considerat mediu înconjurător.

### Schimburi cu mediul
Sistemele termodinamice se pot clasifica în funcție de natura schimburilor cu mediul și a izolărilor corespunzătoare care împiedică aceste schimburi.
- Se numește sistem adiabatic un sistem care nu poate schimba cu mediul înconjurător energie sub formă de căldură.
- Se numește sistem izolat un sistem care nu poate schimba cu mediul înconjurător energie nici sub formă de căldură, nici sub formă de lucru mecanic.
- Se numește sistem închis un sistem care nu interacționează cu alte sisteme, cu "exteriorul"; în particular, un sistem în care se găsesc mereu aceleași componente (particule). Un exemplu este cilindrul unui motor cu aprindere prin scânteie în perioada când supapele de admisie și evacuare sunt închise.
- Se numește sistem deschis un sistem care interacționează cu alte sisteme, cu "exteriorul"; în particular, un sistem prin limitele (marginile) căruia poate avea loc un schimb de substanță. Un exemplu de sistem deschis este o turbină cu abur.

Izolările aplicate sunt:
- - izolare perfectă - împiedică orice interacțiune, corespunzătoare unui sistem izolat;
- - izolare adiabatică - împiedică schimbul caloric;
- - izolare diatermică - împiedică schimbul de substanță;
- - izolare cu membrană semipermeabilă - împiedică selectiv schimbul de substanță, numai pentru unii componenți chimici.[1]

## Stare termodinamică, mărimi de stare
Prin starea unui sistem se înțelege totalitatea parametrilor care descriu sistemul, independent de forma exterioară a acelui sistem. Parametrii termodinamici care exprimă proprietăți măsurabile se numesc mărimi de stare și determină starea sistemului din punct de vedere cantitativ, față de ceilalți care îl descriu doar calitativ. Mărimile de stare revin la aceeași valoare ori de câte ori sistemul revine în aceeași stare, independent de stările intermediare prin care sistemul a trecut în cursul transformărilor, fiind prin urmare funcții de stare. Studiul unui sistem trebuie să înceapă cu stabilirea variabilelor care caracterizează starea sistemului .
Mărimile de stare descriu starea unui sistem doar în cazul în care sistemul se află în stare de echilibru termodinamic, adică într-o stare în care, neexercitându-se influențe exterioare, mărimile de stare nu se modifică în timp. În termodinamică se postulează că un sistem termodinamic izolat ajunge în timp în starea de echilibru termodinamic, din care nu poate ieși de la sine. În cazul sistemelor gazoase starea de echilibru termodinamic se caracterizează prin repartiția uniformă a densității, temperaturii și presiunii, în toate punctele sistemului. Dacă, de exemplu, presiunea n-ar fi uniformă, sistemul n-ar fi în echilibru termodinamic, deoarece în timp, fără influențe exterioare, presiunea s-ar uniformiza.
Un sistem termodinamic închis, aflat în stare de echilibru termodinamic poate fi împărțit printr-un perete infinit de subțire în două subsisteme. Prin această împărțire starea sistemului nu se modifică, cele două subsisteme rezultate au aceeași stare cu a sistemului inițial și diferă de acesta doar prin volum, respectiv prin cantitățile de substanță conținute. Mărimile de stare care nu se schimbă prin această divizare se numesc mărimi de stare intensive. Acestea sunt independente de masa sistemului. Exemple de mărimi de stare intensive sunt presiunea și temperatura.
Mărimile de stare care prin divizarea sistemului își modifică valoarea proporțional cu masa sistemului se numesc mărimi de stare extensive. Astfel de mărimi sunt volumul, energia etc. Deoarece mărimile de stare extensive nu sunt caracteristice pentru starea sistemului se preferă mărimile corespunzătoare specifice, care se obțin prin împărțirea mărimii cu masa sau cu volumul sistemului. Mărimile specifice raportate la masă se numesc mărimi masice, iar cele raportate la volum mărimi volumice. Mărimile de stare specifice sunt similare mărimilor de stare intensive. De exemplu, volumul masic: {\displaystyle v=V/m\,} este același, atât pentru sistemul inițial, cât și pentru subsistemele sale. Mărimile specifice se notează de obicei cu litera mică corespunzătoare mărimii extensive, notată cu literă mare.

## Mărimi termice de stare, ecuație termică de stare
Starea termodinamică a unui sistem este definită de presiune, temperatură și volum masic, mărimi considerate mărimi termice de stare. Ele nu sunt independente, fiind legate printr-o ecuație termică de stare:
{\displaystyle f(p,T,v)=0\,}
Pentru cunoașterea stării unui sistem este suficientă cunoașterea a două mărimi termice de stare și a ecuației termice de stare, a treia mărime rezultând, și rezultând de asemenea toate celelalte proprietăți ale sistemului, ca: energia, viscozitatea, conductivitatea termică etc.